# Бенавидес, Джозеф
Джо́зеф Рола́ндо Бенави́дес (англ. Joseph Rolando Benavidez; 31 июля 1984, Сан-Антонио) — американский боец смешанного стиля, представитель легчайшей и наилегчайшей весовых категорий. Выступает на профессиональном уровне начиная с 2006 года, известен по участию в турнирах таких бойцовских организаций как UFC, WEC, Dream, трижды был претендентом на титул чемпиона UFC в наилегчайшем весе.

## Биография
Джозеф Бенавидес родился 31 июля 1984 года в городе Сан-Антонио, штат Техас, имеет мексиканские корни. Во время учёбы в старшей школе серьёзно занимался боксом и кикбоксингом, побеждал на многих местных соревнованиях. В шестнадцать лет начал осваивать технику борьбы.

### Начало профессиональной карьеры
Дебютировал в смешанных единоборствах на профессиональном уровне в июне 2006 года, заставил своего соперника сдаться с помощью болевого приёма «кимура». Первое время дрался на небольших площадках и одновременно с этим подрабатывал печатником в Нью-Мексико. Качественный скачок в его карьере произошёл в начале 2007 года, когда он отправился в Калифорнию и присоединился к команде Team Alpha Male известного бойца Юрайи Фейбера.
В 2008 году Бенавидес одержал две победы на турнирах небольшого американского промоушена Palace Fighting Championship, после чего получил приглашение выступить на турнире Dream в Японии — изначально должен был встретиться здесь с Норифуми Ямамото, но буквально за несколько дней до начала турнира ему в соперники дали Дзюнъю Кодо, которого он принудил к сдаче удушающим приёмом «гильотина».

### World Extreme Cagefighting
Имея в послужном списке восемь побед и ни одного поражения, Бенавидес привлёк к себе внимание крупной американской организации World Extreme Cagefighting и дебютировал на одном из её турниров победой единогласным решением над Дэнни Мартинесом. В следующем поединке взял верх над Джеффом Карреном, доведя тем самым свою победную серию до десяти боёв.
Первое в профессиональной карьере поражение потерпел в августе 2009 года — единогласным решением судей уступил Доминику Крусу, при этом их поединок был признан лучшим боем вечера.
Бенавидес быстро оправился от поражения и вскоре вернул себе утраченные позиции, в частности выиграл техническим нокаутом у мастера бразильского джиу-джитсу Рани Яхья и поймал на «гильотину» бывшего чемпиона организации Мигеля Торреса, заработав бонус за лучший приём вечера. Благодаря этим победам удостоился права оспорить титул чемпиона WEC в легчайшем весе, который на тот момент принадлежал Доминику Крусу — второй поединок между ними состоялся в августе 2010 года, ни один из бойцов не имел явного преимущества, в итоге судьи раздельным решением отдали победу Крусу, сохранив за ним чемпионский пояс.
Впоследствии Бенавидес ещё один раз выступил в клетке WEC, его соперником стал бразилец Вагней Фабиану, которого он победил удушающим приёмом во втором раунде.

### Ultimate Fighting Championship
Когда организация WEC была поглощена гигантом Ultimate Fighting Championship, все лучшие бойцы перешли оттуда к новому владельцу, в том числе и Бенавидес. Уже в 2011 году он провёл здесь два поединка, выиграв по очкам у Иэна Лавленда и Эдди Уайнленда.
В 2012 году в UFC появилась наилегчайшая весовая категория, и Джозеф Бенавидес стал одним из первых её бойцов, приняв участие в турнире-четвёрке, по итогам которого должен был определиться чемпион. На стадии полуфиналов он благополучно прошёл японца Ясухиро Уруситани, получив награду за лучший нокаут вечера, тогда как в решающем поединке встретился с соотечественником Деметриусом Джонсоном и в довольно близком бою уступил ему по очкам раздельным судейским решением.
Бенавидес продолжил выступать в наилегчайшем весе и в дальнейшем одержал победу над такими бойцами ка Иан Макколл, Даррен Уйенояма, Жусиер Формига, после чего вновь получил право оспорить титул чемпиона. В чемпионском матче-реванше против Деметриуса Джонсона, состоявшемся в декабре 2013 года, уже в первом раунде пропустил сильный удар в голову и впервые в своей бойцовской карьере оказался в нокауте.
В апреле 2014 года Бенавидес с помощью «гильотины» заставил сдаться Тима Эллиотта, удостоившись награды за лучшее выступление вечера. Затем последовали победы над такими бойцами как Дастин Ортис, Джон Морага, Али Багаутинов, Зак Маковски. В декабре 2016 года он вышел в октагон против олимпийского чемпиона по вольной борьбе Генри Сехудо, поединок между ними продлился всё отведённое время, Бенавидес выиграл раздельным решением судей (при этом в первом раунде Сехудо был оштрафован на одно очко за повторявшиеся удары в паховую область).
На турнире UFC 225, прошедший 9 июня 2018 года, Бенавидес проиграл раздельным решением Серхио Петтису. 30 ноября 2019 года одержал победу техническим нокаутом над Алексом Пересом.
19 января 2019 года во второй раз победил Дастина Ортиса. 29 июня 2019 года в соглавном бою турнира UFC on ESPN: Ngannou vs. dos Santos Бенавидес во второй раз встретился Жусиером Формига. В конце 2 раунда Бенавидес ударом ноги в голову потряс Формигу и смог закончить бой техническим нокаутом.
29 февраля 2020 года Джозеф Бенавидес получил титульный бой за вакантный, после ухода Сехудо, пояс в наилегчайшем (до 56 кг.) весе. Соперником Бенавидеса стал Дейвисон Фигередо, который не сдал вес, чтобы вписаться в категорию, тем самым сделав бой титульным только для оппонента. Фигередо, несмотря на отсутствие спортивной мотивации нокаутировал Бенавидеса уже во 2-м раунде, что является редкостью для наилегчайшего веса. Поражение Джозефа Бенавидеса оставило титул вакантным и породило новую волну разговоров о целесобразности существования дивизиона в целом.

## Статистика в профессиональном ММА
| Боёв 36  | Побед 28 | Поражений 8 |
| -------- | -------- | ----------- |
| Нокаутом | 8        | 2           |
| Сдачей   | 9        | 1           |
| Решением | 11       | 5           |

| Результат | Рекорд | Соперник           | Способ                             | Турнир                                               | Дата             | Раунд | Время | Место                   | Примечание |
| --------- | ------ | ------------------ | ---------------------------------- | ---------------------------------------------------- | ---------------- | ----- | ----- | ----------------------- | --- |
| Поражение | 28-8   | Аскар Аскаров      | Единогласное решение               | UFC 259                                              | 7 марта 2021     | 3     | 5:00  | Лас-Вегас, США          | |
| Поражение | 28-7   | Дейвисон Фигейреду | Техническая сдача (удушение сзади) | UFC Fight Night: Figueiredo vs. Benavidez 2          | 19 июля 2020     | 1     | 4:48  | Абу-Даби, ОАЭ           | Бой за вакантный титул чемпиона UFC в наилегчайшем весе.                                                               |
| Поражение | 28-6   | Дейвисон Фигейреду | TKO (удары руками)                 | UFC Fight Night: Benavidez vs. Figueiredo            | 29 февраля 2020  | 2     | 1:54  | Норфолк, США            | Бой за титул временного чемпиона UFC в наилегчайшем весе. Фигейреду не сделал вес (57,8 кг) и не претендовал на титул. |
| Победа    | 28-5   | Жусиер Формига     | TKO (удары)                        | UFC on ESPN: Ngannou vs. dos Santos                  | 29 июня 2019     | 2     | 4:47  | Миннеаполис, США        | Выступление вечера. |
| Победа    | 27-5   | Дастин Ортис       | Единогласное решение               | UFC Fight Night: Cejudo vs. Dillashaw                | 19 января 2019   | 3     | 5:00  | Бруклин, США            | |
| Победа    | 26-5   | Алекс Перес        | TKO (удары руками)                 | The Ultimate Fighter 28 Finale                       | 30 ноября 2018   | 1     | 4:21  | Лас-Вегас, США          | Выступление вечера. |
| Поражение | 25-5   | Серхио Петтис      | Раздельное решение                 | UFC 225                                              | 9 июня 2018      | 3     | 5:00  | Чикаго, США             | |
| Победа    | 25-4   | Генри Сехудо       | Раздельное решение                 | The Ultimate Fighter: Tournament of Champions Finale | 3 декабря 2016   | 3     | 5:00  | Лас-Вегас, США          | Сехудо лишён одного очка за удары в пах.                                                                               |
| Победа    | 24-4   | Зак Маковски       | Единогласное решение               | UFC Fight Night: Hendricks vs. Thompson              | 6 февраля 2016   | 3     | 5:00  | Лас-Вегас, США          | |
| Победа    | 23-4   | Али Багаутинов     | Единогласное решение               | UFC 192                                              | 3 октября 2015   | 3     | 5:00  | Хьюстон, США            | |
| Победа    | 22-4   | Джон Морага        | Единогласное решение               | UFC 187                                              | 23 мая 2015      | 3     | 5:00  | Лас-Вегас, США          | |
| Победа    | 21-4   | Дастин Ортис       | Единогласное решение               | UFC Fight Night: Edgar vs. Swanson                   | 22 ноября 2014   | 3     | 5:00  | Остин, США              | |
| Победа    | 20-4   | Тим Эллиотт        | Сдача (гильотина)                  | UFC 172                                              | 26 апреля 2014   | 1     | 4:08  | Балтимор, США           | Лучшее выступление вечера.                                                                                             |
| Поражение | 19-4   | Деметриус Джонсон  | KO (удар рукой)                    | UFC on Fox: Johnson vs. Benavidez 2                  | 14 декабря 2013  | 1     | 2:08  | Сакраменто, США         | Бой за титул чемпиона UFC в наилегчайшем весе.                                                                         |
| Победа    | 19-3   | Жусиер Формига     | TKO (удары)                        | UFC Fight Night: Teixeira vs. Bader                  | 4 сентября 2013  | 1     | 3:07  | Белу-Оризонти, Бразилия | |
| Победа    | 18-3   | Даррен Уйенояма    | TKO (body punch)                   | UFC on Fox: Henderson vs. Melendez                   | 20 апреля 2013   | 2     | 4:50  | Сан-Хосе, США           | |
| Победа    | 17-3   | Иан Макколл        | Единогласное решение               | UFC 156                                              | 2 февраля 2013   | 3     | 5:00  | Лас-Вегас, США          | |
| Поражение | 16-3   | Деметриус Джонсон  | Раздельное решение                 | UFC 152                                              | 22 сентября 2012 | 5     | 5:00  | Торонто, Канада         | Бой за титул чемпиона UFC в наилегчайшем весе.                                                                         |
| Победа    | 16-2   | Ясухиро Уруситани  | TKO (удары руками)                 | UFC on FX: Alves vs. Kampmann                        | 3 марта 2012     | 2     | 0:11  | Сидней, Австралия       | Дебют в наилегчайшем весе. Лучший нокаут вечера.                                                                       |
| Победа    | 15-2   | Эдди Уайнленд      | Единогласное решение               | UFC Live: Hardy vs. Lytle                            | 14 августа 2011  | 3     | 5:00  | Милуоки, США            | |
| Победа    | 14-2   | Иэн Лавленд        | Единогласное решение               | UFC 128                                              | 19 марта 2011    | 3     | 5:00  | Ньюарк, США             | |
| Победа    | 13-2   | Вагней Фабиану     | Сдача (гильотина)                  | WEC 52                                               | 11 ноября 2010   | 2     | 2:45  | Лас-Вегас, США          | |
| Поражение | 12-2   | Доминик Крус       | Раздельное решение                 | WEC 50                                               | 18 августа 2010  | 5     | 5:00  | Лас-Вегас, США          | Бой за титул чемпиона WEC в легчайшем весе.                                                                            |
| Победа    | 12-1   | Мигель Торрес      | Сдача (гильотина)                  | WEC 47                                               | 6 марта 2010     | 2     | 2:57  | Колумбус, США           | Лучший приём вечера.                                                                                                   |
| Победа    | 11-1   | Рани Яхья          | TKO (удары руками)                 | WEC 45                                               | 19 декабря 2009  | 1     | 1:35  | Лас-Вегас, США          | |
| Поражение | 10-1   | Доминик Крус       | Единогласное решение               | WEC 42                                               | 9 августа 2009   | 3     | 5:00  | Лас-Вегас, США          | Лучший бой вечера. |
| Победа    | 10-0   | Джефф Каррен       | Единогласное решение               | WEC 40                                               | 5 апреля 2009    | 3     | 5:00  | Чикаго, США             | |
| Победа    | 9-0    | Дэнни Мартинес     | Единогласное решение               | WEC 37                                               | 3 декабря 2008   | 3     | 5:00  | Лас-Вегас, США          | |
| Победа    | 8-0    | Дзюнъя Кодо        | Сдача (гильотина)                  | Dream 5                                              | 21 июля 2008     | 1     | 2:42  | Осака, Япония           | Бой в полулёгком весе (63 кг).                                                                                         |
| Победа    | 7-0    | Морис Изел         | Сдача (удушение сзади)             | PFC 8: A Night of Champions                          | 8 мая 2008       | 1     | 1:02  | Лемор, США              | |
| Победа    | 6-0    | Джейсон Джорджиана | Сдача (гильотина)                  | PFC 6: No Retreat, No Surrender                      | 17 января 2008   | 2     | 0:38  | Лемор, США              | |
| Победа    | 5-0    | Роки дель Монте    | Сдача (треугольник)                | Independent Event                                    | 1 июня 2007      | 2     | N/A   | Лейкпорт, США           | |
| Победа    | 4-0    | Карлос Ловио       | TKO (удары руками)                 | Bring it On: Under Destruction                       | 28 апреля 2007   | 1     | N/A   | Окснард, США            | |
| Победа    | 3-0    | Джастин Смитли     | TKO (остановлен врачом)            | Warrior Cup 2                                        | 7 апреля 2007    | 3     | 2:18  | Стоктон, США            | |
| Победа    | 2-0    | Рамон Родригес     | Сдача (треугольник)                | Border Warz                                          | 14 октября 2006  | 2     | 2:33  | Колорадо-Спрингс, США   | |
| Победа    | 1-0    | Брэндон Шелтон     | Сдача (кимура)                     | Universal Fight Promotions                           | 3 июня 2006      | 2     | N/A   | Мескалеро, США          | |